# Kasteel Ten Bos

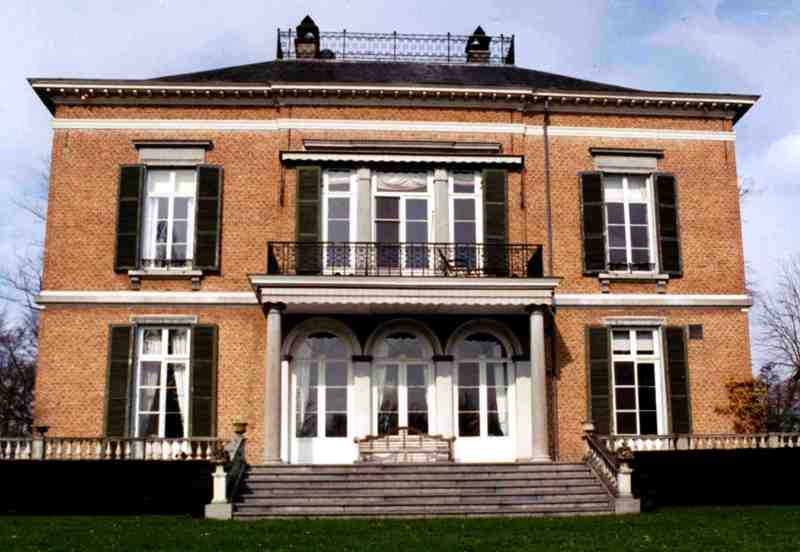
Kasteel Ten Bos

Het Kasteel Ten Bos (ook: Moretuskasteel) is een kasteel in de Antwerpse plaats Heist-op-den-Berg, gelegen aan de Liersesteenweg 242. Het is in eigendom van de familie Van Hool en is gecatalogiseerd door het Agentschap Onroerend Erfgoed van de Vlaamse overheid.

## Geschiedenis
Hier bestond reeds het goed Ten Bosch. De familie Berckmans liet hier twee kastelen bouwen: het Oud kasteel in 1817 en het Groot kasteel in 1842. Deze zijn in laat-classicistische stijl gebouwd. Later kwamen hier achtereenvolgens de families Geelhand en Moretus te wonen.
Het domein was vroeger uitgestrekter, maar industrie in het oosten en woningbouw in het noorden hebben het aanzienlijk ingekrompen.

## Domein
Het Groot kasteel heeft een schilddak met vorstkam. De deurpartij heeft een trap en een balkon, geplaatst op Dorische zuilen.
Het Oud kasteel is kleiner. De begane grond is tegenwoordig als zwembad ingericht.
De paardenstallen en het koetshuis zijn tegenwoordig als woning ingericht. Er is een ijskelder. Het geheel is goeddeels omgracht.